# Fritz Lichtschein
Friedrich „Fritz“ Lichtschein (auch Lichtstein; * 1902; † 6. März 1932 in Wien) war ein österreichischer Eishockeytorwart, Hockeyspieler, -schiedsrichter und -funktionär und Tennisspieler.

## Leben und Karriere
Fritz Lichtschein begann als Feldhockeytorhüter 1918 beim Verein für Bewegungsspiele, bevor er 1920 zum Wiener AC wechselte. Während eines Aufenthalts in Deutschland spielte er unter anderen beim SC Frankfurt 1880 und in Frankreich bei Stade Francais. Für die österreichische Hockeynationalmannschaft spielte er bei den Olympischen Sommerspielen 1928.
Zwischen 1927 und 1930 war er zudem als Eishockeytorwart beim Wiener Eislauf-Verein aktiv. Mit der österreichischen Eishockeynationalmannschaft nahm er an der Eishockey-Europameisterschaft 1929 (Gewinn der Bronzemedaille) und der Eishockey-Weltmeisterschaft 1930 (Platz 4, Bronzemedaille in der EM-Wertung) teil.
Neben den Sportarten Eis- und Feldhockey spielte er beim Wiener AC auch Tennis.
Beim Feldhockey war er auch als Funktionär und als Schiedsrichter tätig. Er starb an den Folgen einer Blinddarmentzündung im März 1932.